# Chenzhou (prefekturhuvudort i Kina)
Chenzhou (kinesiska: 郴州) är en prefekturhuvudort i Kina. Den ligger i prefekturen Prefecture of Chenzhou och provinsen Hunan, i den södra delen av landet, omkring 270 kilometer söder om provinshuvudstaden Changsha.
Runt Chenzhou är det tätbefolkat, med 308 invånare per kvadratkilometer. Det finns inga andra samhällen i närheten. I omgivningarna runt Chenzhou växer huvudsakligen savannskog.
Genomsnittlig årsnederbörd är 1 809 millimeter. Den regnigaste månaden är maj, med i genomsnitt 261 mm nederbörd, och den torraste är oktober, med 31 mm nederbörd.